# Мікаель Кантав
Мікаель Габріель «Мікі» Кантав (фр. Mikaël Gabriel "Miki" Cantave, нар. 25 жовтня 1996, Оттава) — гаїтянський та канадський футболіст, півзахисник клубу канадської Прем'єр-ліги «Ванкувер» та збірної Гаїті.

## Клубна кар'єра
Народився в Оттаві, почав грати у футбол у віці п'яти років у «Кепітал Юнайтед». У віці 13 років він переїхав до Франції, приєднавшись до академії клубу «Нант», після кількох переглядів за попередні два роки, які тали можливі через відносини між «Кепітал Юнайтед» і «Нантом». Після цього він тренувався з аматорськими французькими командами, після чого приєднався до юнацької команди «Хетафе».
У січні 2016 року він підписав контракт з іспанським клубом «Гвадалахара» з Сегунди Б, третього дивізіону країни. Він дебютував на дорослому рівні 13 березня у грі проти «Ла Роди». У серпні 2016 року він покинув клуб, провівши лише три матчі й 56 хвилин на полі. Пізніше він грав за резервні команди «Реал Алькала», «Альбасете Б» та «Лорки».
З 2018 року грав у Терсері за «Райо Кантабрію», «Тропесон», «Леальтад» та «Олімпік» (Хатіва). Наприкінці 2020 року він залишив хатівський клуб.
У січні 2021 року він приєднався до «Вільярробледо» з Сегунди Б. Він забив свій перший гол за новий клуб 10 лютого проти «Мелільї» на 94-й хвилині, принісши нічию 1:1.
У серпні 2021 року він приєднався до румунського клубу «Кіндія» (Тирговіште) у вищій Лізі I, за який зіграв 9 ігор у чемпіонаті.
У липні 2022 року він повернувся до рідної Канади та підписав багаторічну угоду з клубом канадської Прем'єр-ліги «Кавалрі». Дебютував за команду 28 липня проти «Форджа».
29 червня 2023 року він приєднався до клубу «Ванкувер». У січні 2024 року він підписав новий контракт на сезон 2025 року з можливістю продовження на 2026 рік.

## Виступи за збірні
2013 року Кантаве грав у збірній Канади U-17, з якою завоював бронзову медаль чемпіонаті КОНКАКАФ U-17, а також на юнацькому чемпіонаті світу.
У 2018 році Мікаель вирішив представляти надалі Гаїті. Дебютував за збірну Гаїті 29 травня 2018 року в товариському матчі проти Аргентини. Він забив свій перший гол 17 листопада 2018 року в матчі проти Нікарагуа у кваліфікації Ліги націй КОНКАКАФ 2019/20.
На Золотому кубку КОНКАКАФ 2019 року він допоміг Гаїті дійти до півфіналу., зігравши на турнірі 3 матчі.

## Особисте життя
Народився в Канаді, але його батько був з Гаїті, а мати з Гваделупи, тому мав право представляти усі ці три країни.